# Anja Hofmann-Böllinghaus
Anja Hofmann-Böllinghaus (* 1970 in Berlin) ist eine deutsche Ingenieurin. Sie erforscht das Brandverhalten von Baustoffen bei der Bundesanstalt für Materialforschung und -prüfung (BAM).

## Biografie
Sie studierte Physikalischen Ingenieurwissenschaften an der TU Berlin von 1991 bis 1999. Sie nahm am Doktorandenprogramm der BAM teil und promovierte im Jahr 2003 an der TU Berlin, Bauingenieurwesen, über die numerische Simulation des Single Burning Item Tests.  Nach einem Postdoc bei der BAM im Bereich Brandingenieurwesen ist sie seit 2007 verantwortlich für das Thema „Raumbrände und Brandverhalten von Baustoffen“ bei der BAM in der Abteilung 7, Bauwerkssicherheit.
Seit 2016 ist sie Vorsitzende des Technisch-Wissenschaftlichen Beirats der Vereinigung zur Förderung des deutschen Brandschutzes (vfdb) und Vizepräsidentin der vfdb. Vorsitzende des Technisch-Wissenschaftlichen Beirats ist sie zuständig für die inhaltliche Gestaltung des Programms der jährlichen vfdb-Fachtagung. Als Vizepräsidentin der vfdb vertritt sie die vfdb-Interessen als Expertennetzwerk für Schutz, Rettung und Sicherheit. Sie ist Vorstandsmitglied von SafeInno, die Stiftung für Sicherheit, Gefahrenabwehr und Katastrophenschutz beim vfdb.
Sie ist Lehrbeauftragte für "Vorbeugenden baulichen Brandschutz" an der TU Berlin.

## Wirken
Sie befasst sich mit experimentellen und numerischen Untersuchungen von Brandszenarien in verschiedenen Skalen, von der Prüfapparatur bis zu Gebäuden.
Sie leitete zusammen mit dem SP Technical Research Institute Sweden mehrere große Forschungsprojekte zur Brandausbreitung in Bussen. Die sehr schnelle Brandausbreitung in einem schweren Busbrand im Jahr 2008 bei Hannover konnte mit dem erarbeiteten Rechenmodell aufgeklärt werden. Das Rechenmodell wurde eingesetzt, um den Einfluss verschiedener Businnenraum-Materialien, Belüftungen und Brandquellen zu untersuchen. Seitdem gelten höhere Sicherheitsstandards für Busse, wie beispielsweise Rauchmelder in den vom Fahrer nicht einsehbaren Bereichen und Brandtests für alle vertikal verbauten Materialien.
Seit 2014 befasst sie sich mit dem Brandverhalten von Wärmedämmung an Fassaden, insbesondere Wärmeverbundsysteme mit Polystyroldämmung und mit dem Einfluss moderner Materialien auf die Rauchentwicklung bei Wohnungsbränden.

## Publikationen
- Andrea Klippel, Anja Hofmann-Böllinghaus, Quantitative risk analysis and numerical investigation to determine critical fire scenarios in the environment of handicapped people, Interflam 2019, London, UK
- Anja Hofmann-Böllinghaus, Brandverhalten von Wärmedämmverbundsystemen mit Polystyroldämmung, VdS Brandschutztage, Fachtagung Wärmedämmung von Gebäuden, Köln, 6. Dezember 2017
- Anja Hofmann, Sven Kaudelka, Frederik Rabe, Tanja Gnutzmann, Andrea Klippel, Influence of modern furniture on the fire development in fires in homes, large scale fire tests in living rooms, Fire and Materials Conference, February, 6-8th 2017, San Francisco USA
- „Study on smoke production, development and toxicity in bus fires“, Berichte der Bundesanstalt für Straßenwesen (bast), Fahrzeugtechnik Heft F 99, 2014 (PDF, 6 MB)